# Acronicta sperata
Acronicta sperata là một loài bướm đêm trong họ Noctuidae.